# 尾高千恵
尾高千恵（おだかちえ、1963年10月9日。 - ）は神奈川県藤沢市出身の日本の歌手である。1980年代後半に活動。
神奈川県立藤沢高等学校卒業。デビュー時は山田パンダカンパニーに所属。当初はアイドル寄りのポップス路線だったが、その後は徐々にロック寄りの路線にシフトした。
1982年頃、宇紗木千恵名義にて活動し、CM出演などモデル活動の他、シブがき隊主演第1弾として製作された映画『シブがき隊 ボーイズ & ガールズ』に出演。

## 来歴
- 1985年
  - 2月、山田パンダとの出会いがきっかけでデビューが決まる。
  - デビュー前より渋谷エッグマンにて定期的にライブを行う。

- 1986年
  - 2月21日、シングル｢華祭り｣でクラウンレコードより22歳でメジャーデビュー。
  - 7月21日、デビューアルバム｢CUTE｣をリリース。

- 1988年
  - 2月17日、東京・インクスティック芝浦ファクトリーにてライブを行う。
  - 3月3日、渋谷公会堂で行われた｢ひなまつりコンサート'88｣に出演。
  - 学園祭を中心としたライブツアーを行っている途中にファンクラブよりツアーの中止が発表される。その後活動停止。
  - 後に山田パンダの出版した著書に少しだけ近況が触れられている。当時から同棲していた幼馴染の男性(ドラマー)と結婚している。

## ディスコグラフィー

### シングル
- 華祭り/キッスは瞳でして（1986年2月21日） デビュー曲
- I'm So Romantic/ディア ララバイ（1986年7月5日）
- We're Changin'～ティア、振り向かないで/Better Day（1986年11月21日）[2]
- LABYRINTH/出ておいでBIG BOY（1987年3月1日）
- YES/ENDLESS RUN（1987年9月21日）
- DANCE/CRY CRY（1988年5月1日）

### アルバム
- CUTE（1986年7月21日）
- REAL TIME（1987年3月15日）
- YES（1987年10月21日）
- Better Days（1988年5月21日） ベストアルバム

## 出演

### ラジオ番組
- 千恵のカゲキにCharming（CBCラジオ・1987年4月5日 - 1988年3月終了  ）